# 大刘家街道
大刘家街道，是中华人民共和国辽宁省大連市普兰店区下辖的一个乡镇级行政单位。

## 行政区划
大刘家街道下辖以下地区：
洼子店社区、麦家社区、大刘家社区、南曲社区、花房村和小山村。